# Александра Ламі
Александра Полетт Матильда Ламі (фр. Alexandra Lamy; нар. 14 жовтня 1971) — французька акторка, сценаристка та кінорежисерка.

## Життєпис
Народилася 14 жовтня 1971 року у містечку Вількрен у Франції (регіон Іль-де-Франс, департамент Валь-де-Марн). Має молодшу сестру — акторку та комікесу Одрі Лемі (нар. 19 січня 1981). Їх дроюрідний брат — політик Франсуа Ламі (нар. 31 жовтня 1959).
Навчалася у консерваторії міста Нім, а також у драматичній школі Курси Флоран.
У 1994 році дебютувала на театральній сцені — у п'єсі «Гуска, що несе золоті яйця»
(фр. «La Poule aux œufs d'or») паризького театру Ельдорадо (із 2017 року — «Вільний театр»). У 1995 році — дебютувала на телебаченні, у серіалі AB Productions «Хлопці з пляжу» (фр. «Les Garçons de la plage») у ролі Сандри (73 і 75 епізод).
У 1995 році одружилася з актором Томом Жуанне. У 1997 році народила доньку Хлою Жуанне, яка теж стала акторкою. У 2003 році Александра і Тома розлучилася.
Успіх прийшов після виходу телесеріалу «Хлопець та дівчина» (фр. «Un gars, une fille»), де Ламі зіграла у парі з Жаном Дюжарденом. Телесеріал транслювався на каналі France 2 з жовтня 1999 по червень 2003 рік і мав 486 епізодів. Ламі і Дюжарден познайомилася на зйомках серіалу, а 25 липня 2009 року — одружилися. Розлучилися — у грудні 2014 року.
У 2005 році разом із Жаном Дюжарденом знялася у фільмі «Брайс з Ніцци» (фр. «Brice de Nice»). У 2006 році разом із ним зіграла у п'єсі «Двоє на гойдалці» (фр. «Deux sur la balançoire»). У 2009 році — знялася у фільмі «Щасливчик Люк». У 2013 році стала режисеркою історичного фільму «Камізари» (фр. «Le Camisard»), де також зіграв Жан Дюжарден.
Написала сценарій для комедії «Мій герой» (фр. «Mon héros»).

## Фільмографія
- 1995 — «Хлопці з пляжу»[fr] (серіал; Сандра: 73 і 75 епізод)
- 1995 — «Le Miracle de l'amour»
- 1996 — «La Croisière foll'amour»
- 1996 — «Les Années fac»
- 1997 — «Un malade en or»
- 1998 — «Les Années bleues»
- 1998 — «Une femme d'honneur»
- 1999-2003 — «Хлопець та дівчина»[fr] (серіал; Алекс: головна героїня)
- 1999 — «Mes amis»
- 1999 — «Petit jeu de mort»
- 2002 — «À l'abri des regards indiscrets»
- 2003 — «Rien que du bonheur»
- 2003 — «Livraison à domicile»
- 2003 — «Même pas mal»
- 2005 — «L'antidote»
- 2005 — «Брайс з Ніцци»[fr]
- 2005 — «Au suivant!»
- 2005 — «Vive la vie»
- 2006 — «Кохання на стороні» (Елоді)
- 2007 — «Cherche fiancé tous frais payés»
- 2008 — «Modern Love»
- 2008 — «Palizzi»
- 2009 — «Рікі» (Кеті)
- 2009 — «Щасливчик Люк» (Белль Старр)
- 2012 — «Право на «Ліво»» (Ліза)
- 2012 — «Possessions»
- 2012 — «L'Oncle Charles»
- 2012 — «J'enrage de son absence»
- 2013 — «L'Épreuve d'une vie»
- 2013 — «Le Débarquement»
- 2014 — «De toutes nos forces»
- 2014 — «Jamais le premier soir»
- 2015 — «Bis»
- 2015 — «Une chance de trop»
- 2016 — «Après moi le bonheur»
- 2016 — «Retour chez ma mère»
- 2016 — «Vincent»
- 2017 — «L'Embarras du choix»
- 2017 — «Scènes de ménages»
- 2017 — «Nos patriotes»
- 2017 — «7 jours pas plus»
- 2017 — «Par instinct»
- 2018 — «Tout le monde debout»
- 2018 — «Le Poulain»
- 2019 — «Chamboultout»
- 2019 — «Convoi exceptionnel»
- 2020 — «Махнемось тілами» (мама Софі)
- 2020 — «Belle fille»
- 2020 — «I Love You coiffure»
- 2021 — «Un tour chez ma fille»
- 2021 — «Le Test»
- 2021 — «LOL: qui rit, sort!»
- 2023 — «СуперАлібі 2»
- 2023 — «Zodi et Téhu, frères du désert»
- 2023 — «La Chambre des merveilles»
- 2023 — «Killer Coaster»
- 2024 — «La promesse verte»

## Театр
- 1994 —  «Гуска, що несе золоті яйця»[fr]
- 1995 — «Le portefeuille»
- 1996 — «Ciel ma mère»
- 2003 — «Théorbe»
- 2006 — «Двоє на гойдалці»[fr]
- 2009 — «Ada: l'argent des autres»
- 2010 — «Le rattachement»
- 2011 — «L'Amour, la mode, les fringues»
- 2012 — «Festen la suite»
- 2013 — «La Vénus au phacochère»

## Озвучення мультфільмів
- 2006 — «Лихо мурашине»
- 2012 — «Cendrillon au Far West»
- 2020 — «Calamity, une enfance de Martha Jane Cannary»